# Riccardo Scamarcio
Riccardo Scamarcio (n. Trani, 13 noiembrie 1979) este un actor italian.

## Biografie
A absolvit Școala Națională de Film din Roma, a început cu niște romane grafice și în 2001 a participat la seria de televiziune Ama il tuo nemico 2 și Compagni di scuola cu Laura Chiatti, printre altele. Ambele au fost difuzate de către RAI Due.
Primul sau lungmetraj a fost în 2003, Prova o Volare, în regia lui Lorenzo Cicconi Massi, care a fost urmat de Tre Metri Sopra Il Cielo (cu Katy Saunders și Maria Chiara Augenti), adaptarea cinamtografică a romanului omonim a lui Federico Moccia. Succesul a fost astfel că a devenit un sex simbol național și unul dintre cel mai populari actori din Italia.